# Anunciació (Botticelli, Glasgow)
L'Anunciació (en italià, Annunciazione) és un quadre realitzat pel pintor renaixentista italià Sandro Botticelli. Està executat al tremp sobre fusta. És una tauleta de petita grandària, car mesura 49,5 cm d'alt per 58,5 cm d'ample. Actualment es conserva al Museu Kelvingrove de Glasgow (Regne Unit). Es tracta d'una pintura religiosa que representa l'Anunciació de l'arcàngel Gabriel a Maria a la seua casa de Natzaret.
La seua datació no és segura; la major part de la crítica la considera juvenil, en apreciar certs elements que recorden a Andrea del Verrocchio; Van Marle, no obstant això, la data cap a 1490.
Sobre la part posterior de la taula hi ha una nota que assenyala que provenia de l'església florentina de Sant Bernabé.
S'aconsegueix l'ambient per la successió de les columnes i dels quadres del sòl, que serveixen també per a evidenciar l'esquema perspectiu. La solemne arquitectura domina les figures.